# Договор Лойсаги — Котежипи
Договор Лойсаги — Котежипи (исп. Tratado Lóizaga – Cotegipe, порт. Tratado de Loizaga – Cotegipe) — мирный договор, подписанный в Асунсьоне 9 января 1872 года между Парагваем и Бразильской империей, завершивший собой Парагвайскую войну. Договором были установлены границы между этими двумя странами.
Договор был подписан Карлосом Лойсагой и Жуаном Маурисиу Вандерлеем, бароном Котежипи; согласно ему, Бразилия получила все территории севернее реки Апа (62 325 км²), на которые она претендовала ещё до войны. Обе стороны трактовали условия договора по-своему, что позднее привело к территориальному спору вокруг водопада Гуайра.
Несмотря на свои обязательства по Договору о тройственном союзе в отношении Аргентины и Уругвая, Бразилия заключила отдельный мирный договор с Парагваем. В ответ Аргентина оккупировала город Вилья-Оксиденталь, чтобы обеспечить свои территориальные претензии в Гран-Чако.